# La paloma (film 1916)
La paloma è un cortometraggio muto del 1916 diretto da William Wolbert.

## Produzione
Il film fu prodotto dalla Vitagraph Company of America (come Broadway Star Features).

## Distribuzione
Distribuito dalla General Film Company, il film - un cortometraggio in tre bobine - uscì nelle sale cinematografiche statunitensi il 4 marzo 1916.